# Psammoclema marshalli
Psammoclema marshalli är en svampdjursart som först beskrevs av Lendenfeld 1888.  Psammoclema marshalli ingår i släktet Psammoclema och familjen Chondropsidae. Inga underarter finns listade i Catalogue of Life.